# Nacho García, chico de compañía
Nacho García, chico de compañía fue una serie de historietas creada por el autor español Pere Olivé en 1987 para la revista Código 4, la más importante y duradera de las suyas.
Pere Olivé aborda en esta serie, al igual que en Mundo gay (luego rebautizada como Sauna Ibérica), el mundo de la prostitución masculina, inspirándose en Andros, primer establecimiento gay de relax de Barcelona. Su humor suele basarse en el contraste de puntos de vista derivado de las diferencias generacionales entre los chaperos jóvenes y sus clientes de más edad.